# 皮卡廖沃
59°31′N 34°10′E / 59.517°N 34.167°E
皮卡廖沃 （俄语：Пикалёво）是俄羅斯列寧格勒州的一個城市，位於聖彼得堡東南246公里的托斯諾河畔。2002年人口為23,325人。
1932年建立。1954年設市。

## 友好城市
- 爱沙尼亚马尔杜
- 俄罗斯皮特基亚兰塔